# دوستي
دوستي ((بالروسية: Дусти)‏ </link>؛ (بالطاجيكية: Дӯстӣ)‏ </link>) هي بلدة في منطقة خاتلون، جنوب طاجيكستان، بالقرب من الحدود الأفغانية. إنه مقر منطقة جيهون. يبلغ عدد سكانها 18800 (تقديرات يناير 2020). تحت الحكم السوفياتي سميت المدينة مولوتوفاباد.